# Patriarší rybníky
Patriarší rybníky (rusky Патриаршие пруды) je park v moskevské čtvrti Presňa. Původně zde byly nejméně tři rybníky, z nichž se do současnosti dochoval jediný (o rozloze 0,99 hektaru a hloubce dva metry), ale ze zvyku se stále používá množné číslo. Lokalita leží v blízkosti stanice metra Majakovská a zoologické zahrady.
Byla zde bažina, kde v pohanských dobách probíhaly lidské oběti. Ve středověku bylo místo známo jako Kozí močál, od sedmnáctého století se stalo majetkem církve a vznikly zde umělé nádrže, dodávající ryby na postní stůl. V 19. století byly rybníky zasypány až na jediný a jeho okolí se stalo vyhledávanou rezidenční a výletní oblastí. V zimě chodil na rybník bruslit Lev Nikolajevič Tolstoj, bydleli zde např. spisovatel Ivan Dmitrijev, fyzik Ivan Sečenov, básnířka Marina Cvetajevová a hlavně Michail Bulgakov, který na Patriarší rybníky zasadil děj svého románu Mistr a Markétka.
V roce 1924 byl park přejmenován na Pionýrské rybníky, ale nový název se neujal. V roce 2003 byly Patriarší rybníky vyhlášeny státem chráněnou památkou. Kousek přírody v samém centru města je oblíbeným místem procházek a pikniků.